# Lewis Cook
Lewis John Cook (ur. 3 lutego 1997 w Yorku) – angielski piłkarz występujący na pozycji pomocnika w angielskim klubie Bournemouth oraz w reprezentacji Anglii do lat 19. Wychowanek Leeds United. W 2014 wraz z kadrą do lat 17 zdobył młodzieżowe Mistrzostwo Europy.